# Monster Trucks
Monster Trucks é um filme americano Live-action 3D / animação computadorizada, de ação e comédia produzido pela Paramount Animation, Nickelodeon Movies e Disruption Entertainment. É dirigido por Chris Wedge e escrito por Jonathan Aibel, Glenn Berger e Derek Connolly, e estrelado por Jane Levy, Lucas Till, Amy Ryan, Rob Lowe, Danny Glover, Barry Pepper e Holt McCallany.
A fotografia principal do filme começou em 13 de maio de 2014 em Chilliwack. O filme estava programado para ser lançado em 13 de janeiro de 2017, pela Paramount Pictures.

## Elenco
- Jane Levy; como Meredith
- Lucas Till; como Tripp Coley
- Amy Ryan; como Cindy Coley
- Holt McCallany; como Burke
- Rob Lowe; como Reece Tenneson
- Danny Glover; como Sr. Weathers
- Frank Whaley; como Wade Coley
- Barry Pepper; como o Xerife Rick
- Thomas Lennon; como Dr. Bill Dowd
- Tucker Albrizzi; como Sam Geldob
- Adrian Formosa; como Segurança Merc
- Chad Willett;

## Produção
Em 31 de julho de 2013, a Paramount Animation anunciou estar desenvolvendo um novo live-action / franquia animada com os seus primeiros US $ 100 milhões de cinema intitulado Monster Trucks orçamentadas, com Jonathan Aibel e Glenn Berger definido para escrever o filme. Chris Wedge era conjunto para dirigir o filme, que será produzido por Mary Parent, com a data de lançamento definida para 29 de maio de 2015. A produção teve lugar em Vancouver Film Studios, em Vancouver. Em 19 fevereiro de 2014 Jane Levy e Lucas Till se juntou ao elenco do filme. Em 24 de março, Amy Ryan conseguiu um papel no filme. Mais tarde, naquela semana, Holt McCallany se juntou ao elenco como o vilão sem nome. Em 1 de abril de Frank Whaley e Danny Glover se juntou ao elenco do filme. Mais tarde naquele mês Thomas Lennon se juntou ao elenco. Em 14 de abril, Barry Pepper entrou para o elenco.  Em 24 de abril, Tucker Albrizzi que atuou em Big Time Rush se juntou ao elenco. Rob Lowe se juntou ao elenco cinco dias depois.
Em dezembro de 2013, foi anunciado que a produção do filme foi marcado para começar no início de abril de 2014, em Vancouver, e que iria encerrar as filmagens em meados de julho, o estúdio Vancouver Film Studios foi reservado para a produção, a principal fotografia começou em 4 de Abril, 2014, em Kamloops, British Columbia. As filmagens foram começadas em 13 de Maio, 2014, no centro de Chilliwack, Canadá..